# Seznam televizních seriálů na Disney Channel
Toto je seznam televizních seriálů z produkce Disney Channel. V seznamu jsou zahrnuty minulé i současné seriály s americkými roky vysílání. Plánované seriály jsou zde uvedeny pouze v případě, kdy je k nim doložený i odkaz s vysíláním. Seriály, které se stále produkují jsou označeny tučně. České názvy jsou uvedeny jen v případě, že se seriál vysílal i v Česku.
Více o seriálech, které vysílá český Disney Channel naleznete v článku Seznam seriálů vysílaných na Disney Channel (Česko).

## Disney Channel seriály
| Rok  | Název                         | Premiéra           | Ukončení        |
| ---- | ----------------------------- | ------------------ | --------------- |
| 1983 | Good Morning, Mickey!         | 18. dubna 1983     | 1992            |
| 1983 | Welcome to Pooh Corner        | 18. dubna 1983     | 1986            |
| 1983 | You and Me Kid                | 18. dubna 1983     | 1986            |
| 1983 | Contraption                   | 18. dubna 1983     | 25. října 1989  |
| 1983 | EPCOT Magazine                | 1983               | 1999            |
| 1983 | Donald Duck Presents          | 1. září 1983       | 1992            |
| 1984 | Symbol                        | 1984               | 1991            |
| 1984 | Disney Family Album           | červen 1984        | leden 1986      |
| 1985 | Dumbo's Circus                | 6. května 1985     | 28. února 1997  |
| 1987 | Videopolis                    | 1987               | 1989            |
| 1988 | Good Morning, Miss Bliss      | 30. listopadu 1988 | 18. března 1989 |
| 1989 | The All-New Mickey Mouse Club | 24. dubna 1989     | 7. března 1996  |
| 1989 | Teen Win, Lose or Draw        | 1989               | 1992            |
| 1992 | The Secret of Lost Creek      | 1. února 1992      | 1. března 1992  |
| 1992 | Adventures in Wonderland      | 23. března 1992    | 1997            |

## Disney Channel originální seriály
|  | Připravované seriály |

| Rok  | Název                          | Premiéra                              | Ukončení                              | IMDb |
| ---- | ------------------------------ | ------------------------------------- | ------------------------------------- | ---- |
| 1995 | Flash Forward                  | 14. prosince 1995                     | 1999                                  | 8.2  |
| 1997 | Mad Libs                       | únor 1997                             | 1999                                  |      |
| 1997 | Going Wild with Jeff Corwin    | 1997                                  | 1999                                  | 8.2  |
| 1998 | Bug Juice                      | 28. února 1998                        | 15. října 2001                        | 8.1  |
| 1998 | Off the Wall                   | 1998                                  | 1999                                  |      |
| 1998 | The Famous Jett Jackson        | 25. října 1998                        | 22. června 2001                       | 7.6  |
| 1999 | Pro strach uděláno             | 18. ledna 1999                        | 28. září 2001                         | 8.8  |
| 1999 | The Jersey                     | 30. ledna 1999                        | 23. března 2004                       | 7.6  |
| 2000 | Totally Circus                 | 16. června 2000                       | 24. září 2000                         | 8.2  |
| 2000 | Báječní Stevensovi             | 17. června 2000                       | 13. června 2003                       | 7.8  |
| 2000 | In a Heartbeat                 | 26. srpna 2000                        | 25. března 2001                       | 8.7  |
| 2001 | Totally Hoops                  | 7. února 2001                         | 15. dubna 2001                        | 7.3  |
| 2001 | Lizzie McGuire                 | 13. ledna 2001                        | 14. února 2004                        | 6.5  |
| 2001 | The Proud Family               | 15. září 2001                         | 19. srpna 2005                        | 6.1  |
| 2002 | Kim Possible                   | 7. června 2002                        | 7. září 2007                          | 7.1  |
| 2002 | Totally in Tune                | 23. června 2002                       | 18. srpna 2002                        | 7.0  |
| 2003 | That's So Raven                | 17. ledna 2003                        | 10. listopadu 2007                    | 6.4  |
| 2003 | Lilo a Stitch                  | 20. září 2003                         | 29. července 2006                     | 6.7  |
| 2004 | Dave the Barbarian             | 23. ledna 2004                        | 22. ledna 2005                        | 7.3  |
| 2004 | Phil of the Future             | 18. června 2004                       | 19. srpna 2006                        | 7.2  |
| 2004 | Brandy and Mr. Whiskers        | 21. srpna 2004                        | 25. srpna 2006                        | 6.7  |
| 2005 | Americký Drak: Jake Long       | 21. ledna 2005                        | 1. září 2007                          | 6.6  |
| 2005 | Sladký život Zacka a Codyho    | 18. března 2005                       | 1. září 2008                          | 6.2  |
| 2005 | The Buzz on Maggie             | 17. června 2005                       | 27. května 2006                       | 6.7  |
| 2006 | Vladařova nová škola           | 27. ledna 2006                        | 20. listopadu 2008                    | 6.6  |
| 2006 | Hannah Montana                 | 24. března 2006                       | 16. ledna 2011                        | 4.7  |
| 2006 | Shorty McShorts' Shorts        | 28. července 2006                     | 25. května 2007                       | 4.7  |
| 2006 | Náhradníci                     | 8. září 2006                          | 30. března 2009                       | 5.6  |
| 2007 | Cory in the House              | 12. ledna 2007                        | 12. září 2008                         | 4.7  |
| 2007 | Phineas a Ferb                 | 17. srpna 2007                        | 12. června 2015                       | 8.0  |
| 2007 | Kouzelníci z Waverly           | 12. října 2007                        | 6. ledna 2012                         | 6.8  |
| 2008 | Sladký život na moři           | 26. září 2008                         | 6. května 2011                        | 6.2  |
| 2009 | Sonny ve velkém světě          | 8. února 2009                         | 2. ledna 2011                         | 6.2  |
| 2009 | Jonas                          | 2. května 2009                        | 3. října 2010                         | 4.5  |
| 2010 | Hodně štěstí, Charlie          | 4. dubna 2010                         | 16. února 2014                        | 7.1  |
| 2010 | Rybičky                        | 3. září 2010                          | 4. dubna 2014                         | 4.8  |
| 2010 | Na parket!                     | 7. listopadu 2010                     | 10. listopadu 2013                    | 4.8  |
| 2010 | Take Two with Phineas and Ferb | 3. prosince 2010                      | 25. listopadu 2011                    | 7.2  |
| 2011 | Farma R.A.K.                   | 6. května 2011                        | 21. března 2014                       | 4.8  |
| 2011 | So Random!                     | 5. června 2011                        | 25. března 2012                       | 4.7  |
| 2011 | PrankStars                     | 15. července 2011                     | 16. prosince 2011                     | 3.9  |
| 2011 | Jessie                         | 30. září 2011                         | 16. října 2015                        | 5.9  |
| 2011 | Austin a Ally                  | 2. prosince 2011                      | 10. ledna 2016                        | 6.1  |
| 2012 | Městečko záhad                 | 15. června 2012                       | 15. února 2016                        | 8.9  |
| 2012 | Městečko záhad                 | (4. srpna 2014 přesun na Disney XD)   |                                       | 8.9  |
| 2012 | Code: 9                        | 26. července 2012                     | 28. září 2012                         | 5.5  |
| 2012 | Pes a jeho blog                | 12. října 2012                        | 25. září 2015                         | 4.8  |
| 2013 | Myšák Mickey                   | 28. června 2013                       | dosud                                 | 8.2  |
| 2013 | Liv a Maddie                   | 19. července 2013                     | 24. března 2017                       | 6.2  |
| 2013 | Wander na cestách              | 16. srpna 2013                        | 27. června 2016                       | 7.4  |
| 2013 | Binny a duchové                | (31. března 2014 přesun na Disney XD) | (31. března 2014 přesun na Disney XD) | 7.4  |
| 2014 | To já ne!                      | 17. ledna 2014                        | 16. října 2015                        | 6.3  |
| 2014 | Kresli a hádej                 | 17. ledna 2014                        | 21. května 2014                       | 6.8  |
| 2014 | Riley ve velkém světě          | 27. června 2014                       | 20. ledna 2017                        | 7.1  |
| 2015 | Tajný život K.C.               | 18. ledna 2015                        | 2. února 2018                         | 6.1  |
| 2015 | Kámošky s časem                | 26. června 2015                       | 11. prosince 2016                     | 5.7  |
| 2015 | Táborníci z Kikiwaka           | 31. července 2015                     | dosud                                 | 5.7  |
| 2015 | Následníci: Kouzelný svět      | 18. září 2015                         | 24. února 2017                        | 7.4  |
| 2016 | Život uprostřed                | 14. února 2016                        | 23. července 2018                     | 5.5  |
| 2016 | Bizaardvark                    | 24. června 2016                       | 13. dubna 2019                        | 3.8  |
| 2016 | Elena z Avaloru                | 22. července 2016                     | dosud                                 | 6.8  |
| 2017 | Na vlásku: Seriál              | 24. března 2017                       | dosud                                 | 6.6  |
| 2017 | Andi Mack                      | 7. dubna 2017                         | 26. července 2019                     | 8.0  |
| 2017 | Hotel Transylvánie: Seriál     | 25. června 2017                       | dosud                                 | 5.5  |
| 2017 | Raven's Home                   | 21. července 2017                     | dosud                                 | 7.7  |
| 2018 | Coop & Cami Ask the World      | 12. října 2018                        | dosud                                 | 5.8  |
| 2019 | Sydney na Max                  | 25. ledna 2019                        | dosud                                 | 6.6  |

## Oceněné seriály
- Kouzelníci z Waverly (2 Ceny Emmy, British Academy Children's Awards, Hollywood Teen Awards, Australian Kids' Choice Awards 2011)
- Hannah Montana (Teen Choice Awards, Young Artist Awards, Kids' Choice Awards 2008, BAFTA Children's Awards)
- Rybičky (British Academy Children's Awards)
- Hodně štěstí, Charlie (British Academy Children's Awards)

## Více
- Seznam původních filmů na Disney Channel
- Seznam seriálů vysílaných na Disney Channel (Česko)